# 50/50 (album)
50/50 – debiutancki solowy album krakowskiego rapera o pseudonimie artystycznym Kali. Został wydany 21 maja, 2011 roku nakładem wytwórni Ganja Mafia Label.
Kompozycja składa się z dwóch nośników na których jest łącznie 50 utworów, jak wskazuje tytuł płyty. Autorem scratchy oraz operatorem vocodera był DJ Feel-X. Gościnnie wystąpiło aż 50 gości, w tym Peja, Paluch, Sobota czy zespół hip-hopowy Dixon37. Album promują dwa teledyski "Pełnia" i "Abolicja" z gościnnym udziałem Egona z grupy NON Koneksja.
Płyta dotarła do 30. miejsca listy OLiS i uzyskała certyfikat złotej.

## Lista utworów
Opracowano na podstawie źródła.
| CD 1 Ciemność 1. „Ciemność Intro” 2. „Kali Kali” 3. „Abolicja” (gościnnie: Egon) 4. „Pełnia” 5. „Zakaz wstępu” (gościnnie: Hipotonia WIWP, MDM, Oscar, Ruby) 6. „Skończ pierdolić” (gościnnie: HDS, TPS) 7. „Karaluch” 8. „Zły porucznik” (gościnnie: Dobo, Nizioł, Lukasyno) 9. „Zdrajca” 10. „Smak ryzyka” (gościnnie: Murzyn, Oscar) 11. „Wolne słowa” 12. „Trucizna” 13. „Pół na pół” 14. „To nie takie proste” (gościnnie: Dixon37) 15. „Gaz na ulicach” (gościnnie: Miraho) 16. „Radykalnie” (gościnnie: Peja) 17. „Przyszło-poszło” 18. „Nie daj sobie wmówić” (gościnnie: MDM) 19. „Ten sam bruk” (gościnnie: Nizioł, Beenie G) 20. „Skończ pierdolić (RMX)” (gościnnie: HDS, TPS) 21. „Pełnia (RMX)” 22. „N22” 23. „Ciemność Outro” 24. „Acapella” 25. „Abolicja Video” |  | CD 2 Jasność 1. „Jasność Intro” 2. „Kali Kali (RMX)” 3. „Było minęło” (gościnnie: Paluch) 4. „Zenit” (gościnnie: Wuzet) 5. „Psss jadą” 6. „Lajla Lajla” (gościnnie: Sobota, Siwydym) 7. „E7” 8. „Nie chce” (gościnnie: Fonos) 9. „Pare lat pale” (gościnnie: Tobi, Papaj, Wysoki Lot) 10. „Mamy czas” 11. „Potrzeba nieba 12. „Remedium” 13. „Równowaga” (gościnnie: MoniLove) 14. „Zrozumiałem” 15. „Jeden buch” 16. „Gdzie się podziało” (gościnnie: Kala) 17. „Może” (gościnnie: Aicha, Asteya) 18. „Nie mów mi jak” (gościnnie: Kacper HTA) 19. „Kimś jestem kto” 20. „Ta kobieta” (gościnnie: Mikael) 21. „Lajla Lajla (RMX)” (gościnnie: Sobota, Siwydym) 22. „Może (RMX)” (gościnnie: Aicha, Asteya) 23. „Jasność Outro” 24. „Acapella” 25. „Sync” |